# Rahadhoo
Rahadhoo ist eine Insel des Huvadhu-Atolls im Süden des Inselstaates Malediven in der Lakkadivensee des Indischen Ozeans. Sie gehört zum Verwaltungsatoll Ghaafu Dhaalu, ist unbewohnt, aber bewaldet.

## Geographie
Die Insel ist am Nordwestrand des Verwaltungsatolls im Westen des Atolls. Sie ist nur ein schmaler bewachsener Streifen vor der Küste von Kaadedhdhoo.
Zusammen mit Kaafénaa, Maagodirehaa, und Kudherataa liegt sie zwischen Kaadedhdhoo und Thinadhoo im Norden.